# John Worthington (Schiff)
Die John Worthington war ein Öltanker der Tankreederei Standard Oil Company.

## Geschichte
Das auf der Standifer-Werft in Vancouver im US-Bundesstaat Washington unter der Baunummer 16 gebaute Dampfschiff lief als eines von insgesamt fünf baugleichen Schiffen am 15. November 1920 vom Stapel. Die Fertigstellung erfolgte im Dezember 1920. Das Schiff war rund 145 Meter lang und mit 8.194 BRT vermessen. Der Raumgehalt der Ladetanks betrug 89.851 Barrels. Die Kommandobrücke des Zweiinselschiffs befand sich etwa am Ende des vorderen Schiffsdrittels, während sich weitere Decksaufbauten sowie Maschinenraum und Schornstein im achteren Bereich des Schiffes befanden.
Das Schiff wurde am 28. Mai 1943 von dem deutschen U-Boot U 154 torpediert, während es in einem von Schiffen der US Navy begleiteten Konvoy vor Brasilien nordgehend unterwegs war. Die Explosion riss auf der Backbordseite des Schiffes ein Loch von etwa 10 × 3 Metern in die Bordwand.

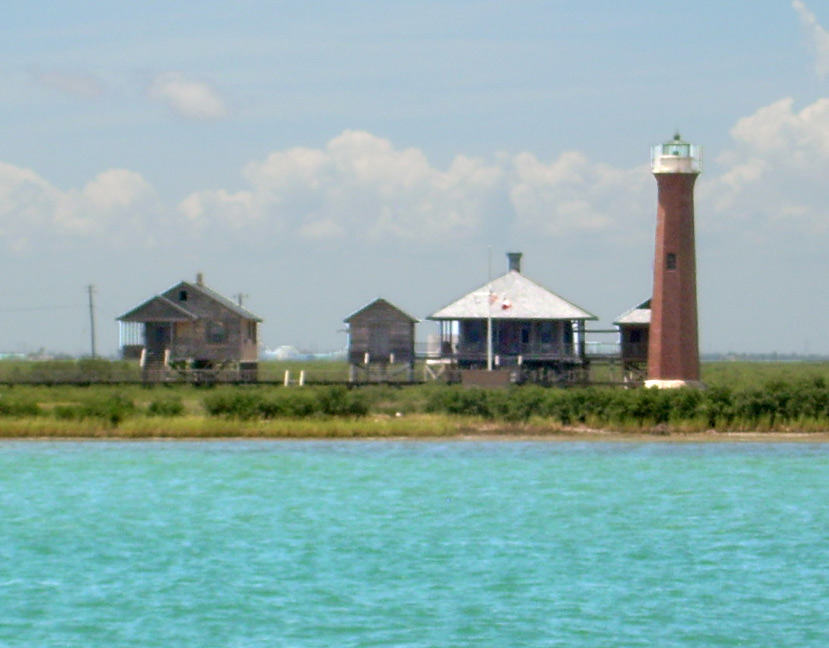
Aransas Pass Light Station am Lydia Ann Channel

Unter der 56-köpfigen Besatzung gab es nur leichte Verletzungen. Trotz des Loches im Rumpf blieb die John Worthington im Konvoy und fuhr mit diesem bis nach Port of Spain auf Trinidad. Dort wurde das Schiff untersucht. Da vor Ort keine geeignete Möglichkeit zur Reparatur bestand, fuhr das Schiff nach Galveston in Texas. Hier wurde wegen der starken Beschädigungen des Rumpfes schließlich beschlossen, das Schiff nicht mehr zu reparieren. Das Schiff wurde daraufhin im Lydia Ann Channel in der Nähe der Aransas Pass Light Station (Lydia Ann Lighthouse) bei Port Aransas verankert. Dort sank es später.

## Wrack
Bei klarem Wasser kann man das Wrack unter Wasser liegen sehen. Es befindet sich auf den Koordinaten 27° 51′ 45,9″ N, 97° 3′ 0,5″ W und liegt in nur etwa 8 Metern Tiefe. Das Wrack ist gut geeignet für Kajakfahrer, Schnorchler und Taucher.
Das Schiff ist inoffizieller Bestandteil des Texas Artificial Reefs Programms des Texas Parks and Wildlife Departments.